# Pietro Mennea
Pietro Paolo Mennea (Barletta, 28 juni 1952 – Rome, 21 maart 2013) was een Italiaanse atleet, olympisch kampioen, meervoudig Europees kampioen en Italiaans kampioen. Hij was sprinter en had zeventien jaar lang het wereldrecord op de 200 m in handen. Zijn record van 19,72 s geldt nog altijd als Europees record. Vaak wordt ter relativering van de prestatie aangevoerd, dat dit voormalige wereldrecord op hoogte in Mexico-Stad was gevestigd, maar opgemerkt moet worden dat Mennea van 1980 tot 1983 met 19,96 ook de snelste tijd op laaglandbanen had staan. Het wereldrecord is uiteindelijk in 1996 overgenomen door Michael Johnson.

## Loopbaan
Mennea won goud op de 200 m en brons op de 4 x 400 m estafette bij de Olympische Spelen van 1980 in Moskou en eveneens brons op de 200 m bij de Olympische Spelen van 1972 in München. Op de wereldkampioenschappen van 1983 in Helsinki won hij zilver op de 4 x 100 m estafette en alweer brons op de 200 m in 20,51.
Mennea nam vijfmaal deel aan de Olympische Spelen. Aan de Olympische Spelen van 1976 in Montreal wilde hij wegens matige prestaties aanvankelijk niet meedoen, maar onder druk ging hij toch. Hij werd er evenzogoed nog vierde op de 200 m en op de 4 x 100 m estafette. Alleen bij zijn laatste deelname aan de Olympische Spelen van 1988 in Seoel haalde hij de finale niet.
Mennea studeerde politicologie, rechten en bewegingsonderwijs. Hij werkte als advocaat en als universitair docent. Hij was ook lid van het Europees Parlement namens de partij i Democratici (van Romano Prodi), van 1999 tot 2004, maar werd niet herkozen.
Mennea overleed op 21 maart 2013 op zestigjarige leeftijd na een langdurig ziekbed.

## Titels
- Olympisch kampioen 200 m - 1980
- Europees kampioen 100 m - 1978
- Europees kampioen 200 m - 1974, 1978
- Europees indoorkampioen 400 m - 1978
- Italiaans kampioen 100 m - 1974, 1978, 1980
- Italiaans kampioen 200 m - 1971, 1972, 1973, 1974, 1976, 1977, 1978, 1979, 1980, 1983, 1984
- Italiaans indoorkampioen 60 m - 1976, 1978

## Persoonlijke records
| Onderdeel | Prestatie | Datum             | Plaats      |
| --------- | --------- | ----------------- | ----------- |
| 100 m     | 10,01     | 4 september 1979  | Mexico-Stad |
| 200 m     | 19,72     | 12 september 1979 | Mexico-Stad |
| 400 m     | 45,87     | 1977              |             |

## Palmares

### 100 m
- 1973:  Universiade - 10,48 s
- 1974:  EK - 10,34 s
- 1975:  Europacup - 10,40 s
- 1975:  Universiade - 10,28 s
- 1975:  Middellandse Zeespelen - 10,43 s
- 1977:  Europacup - 10,29 s
- 1978:  EK - 10,27 s
- 1979:  Middellandse Zeespelen - 10,24 s
- 1979:  Europacup - 10,15 s

### 200 m
- 1971:  Middellandse Zeespelen - 20,7 s
- 1972:  OS - 20,30 s
- 1973:  Universiade - 20,56 s
- 1974:  EK - 20,60 s
- 1975:  Europacup - 20,42 s
- 1975:  Middellandse Zeespelen - 20,52 s
- 1975:  Universiade - 20,28 s
- 1976: 4e OS - 20,54 s
- 1977:  Wereldbeker - 20,17 s
- 1978:  EK - 20,16 s
- 1979:  Europacup - 20,31 s (wind)
- 1979:  Universiade - 19,72 s
- 1980:  OS - 20,19 s
- 1980:  Memorial Van Damme - 20,05 s
- 1983:  Europacup - 20,74 s
- 1983:  Middellandse Zeespelen - 20,30 s
- 1983:  WK - 20,51 s
- 1984: 7e OS - 20,55 s

### 400 m
- 1978:  EK indoor - 46,51 s

### 4 x 100 m estafette
- 1972: 8e OS - 39,14 s
- 1976: 6e OS - 39,08 s
- 1983:  WK - 38,37 s (NR)
- 1984: 4e OS - 38,87 s

### 4 x 400 m estafette
- 1980:  OS - 3.04,3
- 1984: 5e OS - 3.01,41

1900: John Tewksbury ·
1904: Archie Hahn ·
1908: Bobby Kerr ·
1912: Ralph Craig ·
1920: Allen Woodring ·
1924: Jackson Scholz ·
1928: Percy Williams ·
1932: Eddie Tolan ·
1936: Jesse Owens ·
1948: Mel Patton ·
1952: Andy Stanfield ·
1956: Bobby Morrow ·
1960: Livio Berruti ·
1964: Henry Carr ·
1968: Tommie Smith ·
1972: Valeri Borzov ·
1976: Don Quarrie ·
1980: Pietro Mennea ·
1984: Carl Lewis ·
1988: Joe DeLoach ·
1992: Mike Marsh ·
1996: Michael Johnson ·
2000: Konstantinos Kenteris ·
2004: Shawn Crawford ·
2008: Usain Bolt ·
2012: Usain Bolt ·
2016: Usain Bolt ·
2020: Andre De Grasse ·
2024: Letsile Tebogo
- World Athletics: 14343034
- International Standard Name Identifier: 0000 0003 7050 8996
- Library of Congress Control Number: no2012070646
- Nederlandse Thesaurus van Auteursnamen: 339325941
- Istituto Centrale per il Catalogo Unico: CFIV051781
- Système universitaire de documentation: 153016426
- Virtual International Authority File: 249786649
- WorldCat: E39PBJhhvhY9jKTFPbH3h9VKVC